# Сото (Франція)
Сото́ (фр. Sauto) — муніципалітет у Франції, у регіоні Окситанія, департамент Східні Піренеї. Населення — 102 особи (2022).
Муніципалітет розташований на відстані близько 710 км на південь від Парижа, 190 км на південний захід від Монпельє, 65 км на захід від Перпіньяна.

## Історія
До 2015 року муніципалітет перебував у складі регіону Лангедок-Русійон. Від 1 січня 2016 року належить до нового об'єднаного регіону Окситанія.

## Демографія
Динаміка населення (Cassini-EHESS ·  ):

## Економіка
2010 року серед 69 осіб працездатного віку (15—64 років) 56 були активними, 13 — неактивними (показник активності 81,2%, у 1999 році було 59,7%). З 56 активних мешканців працювало 50 осіб (29 чоловіків та 21 жінка), безробітними було 6 (4 чоловіки та 2 жінки). Серед 13 неактивних 4 особи були учнями чи студентами, 2 — пенсіонерами, 7 були неактивними з інших причин.